# Nuriye Ulviye Mevlan Civelek
Nuriye Ulviye Mevlan Civelek (* 1893 vermutlich in Hacıvelioba; † 9. April 1964 in Kırıkhan) war eine türkische Frauenrechtlerin, Journalistin und Gründerin der ersten muslimischen Frauenrechtsorganisation in der Türkei. Sie gründete die erste feministische Frauenzeitschrift des Landes.

## Leben
Nuriye Ulviye Yediç wurde 1893 als Tochter des Bauern Mahmut Yediç und dessen Ehefrau Safiye Hanım vermutlich im Dorf Hacıvelioba bei Gönen geboren. Andere Quellen nennen das heutige Syrien als Geburtsort, aber auch das anatolische Göreme. Ihr Vater musste als Tscherkesse aus dem Nordkaukasus fliehen, als das Russische Kaiserreich die Region eroberte. Da die Familie in ärmlichen Verhältnissen lebte, entschlossen sich die Eltern, das Mädchen im Alter von sechs Jahren zur Ausbildung in den Yıldız-Palast zu schicken. Sie wuchs dort auf und lernte die höfischen Regeln kennen. Wie damals im Osmanischen Reich üblich, wurde sie 1906 im Alter von 13 Jahren verheiratet. Ihr Ehemann Hulusi Bey war ein Ziehbruder des Sultans und starb schon bald nach der Hochzeit.
Mit dem geerbten Geld gründete Nuriye Ulviye am 4. April 1913 das Frauenmagazin Kadınlar Dünyası („Welt der Frauen“). Nur einen Monat später, am 28. Mai 1913, gründete sie die Osmanlı Müdâfaa-i Hukuk-ı Nisvan Cemiyeti (Osmanische Gesellschaft zur Verteidigung der Frauenrechte), mit dem Ziel, die Bildungschancen von Frauen und ihre Möglichkeiten im Berufsleben zu verbessern und die Kleidungsvorschriften zu reformieren. Auch wenn der Verein vor allem eine Organisation von muslimischen Frauen war, waren auch Mitglieder ethnischer Minderheiten und europäische Journalistinnen Mitglieder des Vereins. Anfangs wurde das Magazin täglich herausgegeben. Nach 100 Ausgaben stellte man auf eine wöchentliche Erscheinungsweise mit 25 Seiten um. Mit der Publikation des ersten Fotos einer muslimischen Frau brach die Zeitung ein Tabu. Beschäftigt wurden nur weibliche Angestellte und überwiegend Journalistinnen.
Im September 1913 heiratete Nuriye Ulviye den Journalisten und Politiker Rıfat Mevlan (manchmal auch Mevlanzâde Rıfat Bey).
In ihren Artikeln erklärte Mevlan klare Ziele, darunter das Recht der Frauen auf den Zugang zu höherer Bildung, gleiche Löhne und die Zulassung für den Staatsdienst. Immer wieder wiederholte sie, dass eine Verbesserung des Lebensstandards für Frauen auch die Situation der Männer verbessern würde. Außerdem setzte sie sich für das Tragen eines Kopftuches anstelle eines Schleiers ein, forderte gleiche Rechte in der Ehe und verurteilte arrangierte Ehen. Aufgrund ihres Einsatzes erreichten Frauen tatsächlich Verbesserungen: Schon 1913 wurden sieben Frauen in der Telefonvermittlung angestellt und 1914 eröffnete die Frauenuniversität İnâs Darülfünunu, die Kurse in Wissenschaft und Literatur anbot. Von 1913 bis 1914 gab die Kadınlar Dünyası auch eine französische Ausgabe heraus, die den Dialog zwischen europäischen und osmanischen Frauenrechtlern befördern sollte.
Kadınlar Dünyası erschien bis 21. Mai 1921. Zu diesem Zeitpunkt tobte der Türkische Befreiungskrieg und Mevlans Ehemann wurde 1923 als Unterstützer der kurdischen Unabhängigkeitsbewegung und als Gegner Mustafa Kemal Atatürks deportiert. 1927 ließ sich Mevlan scheiden und betrieb eine Pension für Studierende. 1931 heiratete sie den Medizinstudenten Ali Muharrem Civelek, der während seines Studiums in ihrer Pension gewohnt hatte. Nach dem erfolgreichen Ende des Studiums verließ das Paar Istanbul und zog nach Kırıkhan.
Civelek starb dort 1964 und wurde auf dem Friedhof Asri in Antakya beigesetzt.
Nach ihrem Tod wurde 1967 die städtische Bibliothek in Kırıkhan nach ihr benannt. Außerdem trägt eine Straße in Kırıkhan ihren Namen. Auf dem Friedhof Asri ließ ihr Mann einen Brunnen bauen, der ebenfalls ihren Namen trägt. 1967 ließ der türkische Frauenrat (türkisch Türkiye Kadınlar Konseyi) auf dem Friedhof eine Erinnerungstafel anbringen.